# Pandschakent
Pandschakent (tadschikisch Панҷакент, Panǧakent, persisch پنجکنت, russisch Пенджикент, Pendschikent) ist eine Stadt in der Provinz Sughd im Nordwesten Tadschikistans, östlich von Samarkand (Usbekistan), mit ca. 35.000 Einwohnern.

## Allgemeines
Pandschakent liegt in einer ca. fünf Kilometer breiten Ebene im Tal des Flusses Serafschan und stand einst als Handelsstadt an der Seidenstraße in enger Verbindung zum ca. 60 km entfernten Samarkand. Die Stadt besitzt eine Universität und ein Krankenhaus und ist Sitz einiger regionaler Verwaltungsbehörden. Außerdem unterhalten Entwicklungshilfeorganisationen wie die Welthungerhilfe Büros. Enge wirtschaftliche Verflechtungen bestanden bis zur Unabhängigkeit mit dem benachbarten Usbekistan, welche jedoch durch die Schließung der Grenzen derzeit unterbrochen sind.

## Sehenswürdigkeiten
- Medrese Alim Dodcho: Die Medrese Alim Dodcho entstand im 18./19. Jahrhundert und befindet sich gegenüber dem Basar.

- Rudakimuseum: Das Museum im Ortszentrum zeigt u. a. Funde aus der alten sogdischen Stadt Pandschakent und der Ausgrabungsstätte von Sarasm. Außerdem informieren einige Räume über die Geschichte der Region und die heimische Tierwelt des Serafschantals. Ein weiterer Raum ist dem Leben und Wirken des persischen Dichters Rudaki gewidmet.

## Alt-Pandschakent

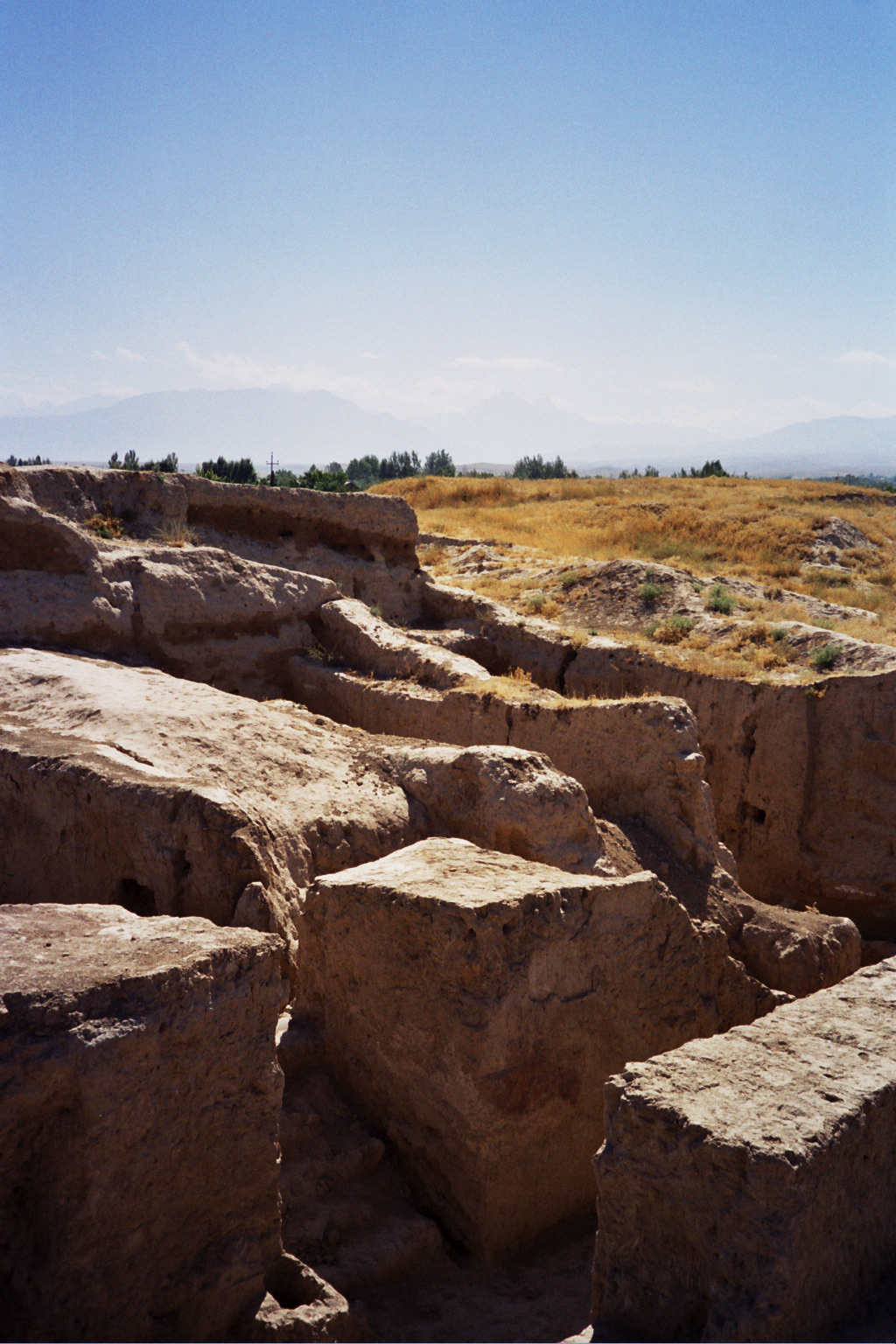
Alt-Pandschakent

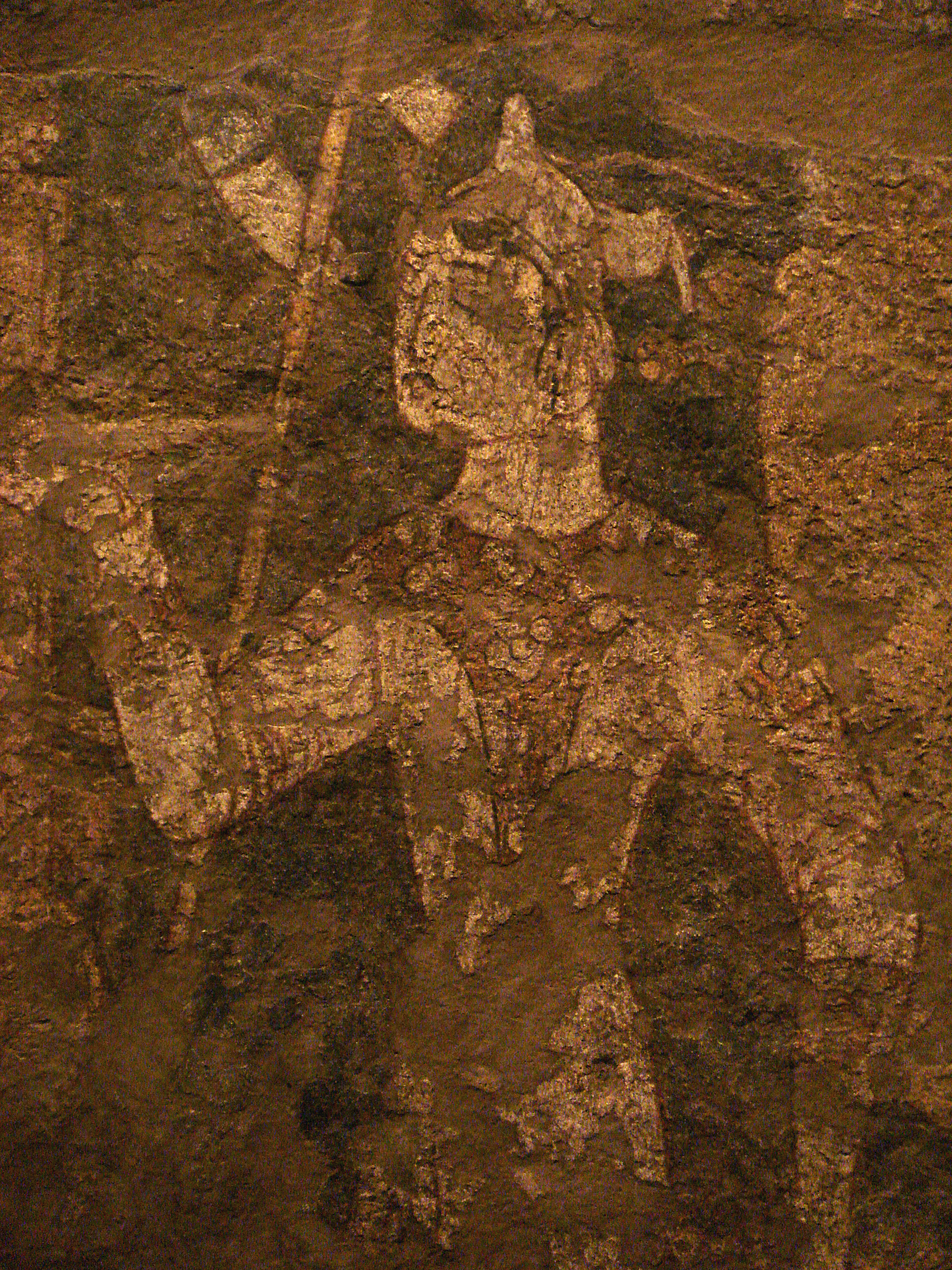
Wandmalerei aus Pandschakent

Neben dem modernen Ort befinden sich die Ruinen einer sogdischen Stadt, die seit 1947 ausgegraben wird und ein wichtiger archäologischer Fundort in Tadschikistan ist. Deren Gebiet war einst ca. 19 Hektar groß, von denen mittlerweile ca. ein Drittel ausgegraben wurden. Die alte Stadt hatte ihre Blüte vor allem im 7. und 8. Jhd. n. Chr., als sie an der Seidenstraße lag und Hauptstadt eines sogdischen Fürstentums war. Zerstört wurde sie im Rahmen der arabischen Eroberung des Landes, nachdem die Revolte des Stadtherrn Dēwāštič im Jahr 722 gescheitert war. Danach war die Stadt nur noch kurze Zeit bewohnt.
Die eigentliche Stadt wurde von einer acht Meter dicken Mauer umgeben. Daneben lag die Zitadelle, in der die lokalen Herrscher wohnten. Außerhalb der Mauern befand sich eine Vorstadt und die Totenstadt. Die Wohnstadt bestand aus zwei- bis dreistöckigen Hausanlagen.
Die Grabungsstätte zeichnet sich durch gute Erhaltungsbedingungen aus. Viele Holzgegenstände (Möbel, Skulpturen) sind noch in einem bemerkenswerten Zustand. Die Besonderheit des Fundortes sind jedoch Wandmalereien, die sich in den Häusern der Oberschicht und in den Tempeln der Stadt fanden. Hieraus leitet sich die Bezeichnung „Pompeji Tadschikistans“ ab.
Kern der Wohnstadt sind zwei Tempel, die jeweils auf einer Plattform standen und von einem weiten Hof umgeben waren. Sie waren reich ausgemalt. Die hier verehrten Gottheiten bleiben unbekannt. Zentrum der Häuser der Oberschicht war ein Festsaal, der großenteils bebildert war, wobei hier zumeist Epen dargestellt sind. Der Festsaal ist oftmals mit verzierten Holzsäulen und einer kunstvoll getäfelten Decke ausgestattet gewesen.
Aus den Malereien lassen sich buddhistische, zoroastrische und manichäistische Einflüsse ablesen, eine Mischung östlicher und westlicher Stilelemente, die oft den Kampf des Guten gegen das Böse darstellen. Sie befinden sich heute zu einem großen Teil in der Eremitage in Sankt Petersburg bzw. im Museum für Antike in Duschanbe. Für die Konservierung der Ausgrabungsstätte selbst gilt der Aufwand als zu hoch. Artefakte werden geborgen und die Ruinen sich selbst überlassen.

## Umgebung von Pandschakent
- Sarasm: 15 Kilometer westlich der Stadt befindet sich die Ausgrabungsstätte von Sarasm. Hier wurden 1976 Reste einer frühgeschichtlichen Siedlung aus dem 3. oder 2. Jahrtausend v. Chr. entdeckt. Die Siedlung umfasst eine Größe von ca. 130 Hektar und bestand aus Lehmhäusern. Bei den vom Archäologen Isakov geleiteten Grabungen wurden zahlreiche Werkzeuge, Messer, Äxte und Gewichte gefunden. Die Herkunft dieser Stücke aus Indien, Afghanistan und dem Iran weist auf bestehende Handelskontakte der früheren Bewohner hin. Bemerkenswertester Fund ist die „Prinzessin von Sarasm“, in deren Grab Perlen aus Lasurit und verschiedene Schmuckstücke lagen. Heute befinden sich diese Fundstücke im Museum für Antike in Duschanbe.

- Sieben Seen: Die der Legende nach durch die Verzauberung von sieben schönen Bauerntöchtern entstandenen sieben Seen (Marguzorskie Ozera) liegen im Šingtal in 1598 bis 2400 m Höhe und gehen auf ein Erdbeben zurück. Ihre Namen sind Midžgon („Wimper“), Soja, Chuš´er, Nofin, Churdak, Marguzor und Hazorčašma („Tausend Quellen“). Letzterer speist auch alle anderen Seen im Tal. Zu sowjetischen Zeiten war das Šingtal beliebter Anziehungspunkt für Urlauber. Nach Zerstörung eines Erholungsheimes durch einen Erdrutsch ging der Tourismus jedoch zurück. Außerdem mussten mehrere Dörfer evakuiert werden. Seit der Unabhängigkeit wird versucht, die Lawinengefahr mit Hilfe internationaler Entwicklungshilfeorganisationen durch Terrassenbildung und Bepflanzung gefährdeter Hänge zu verringern.

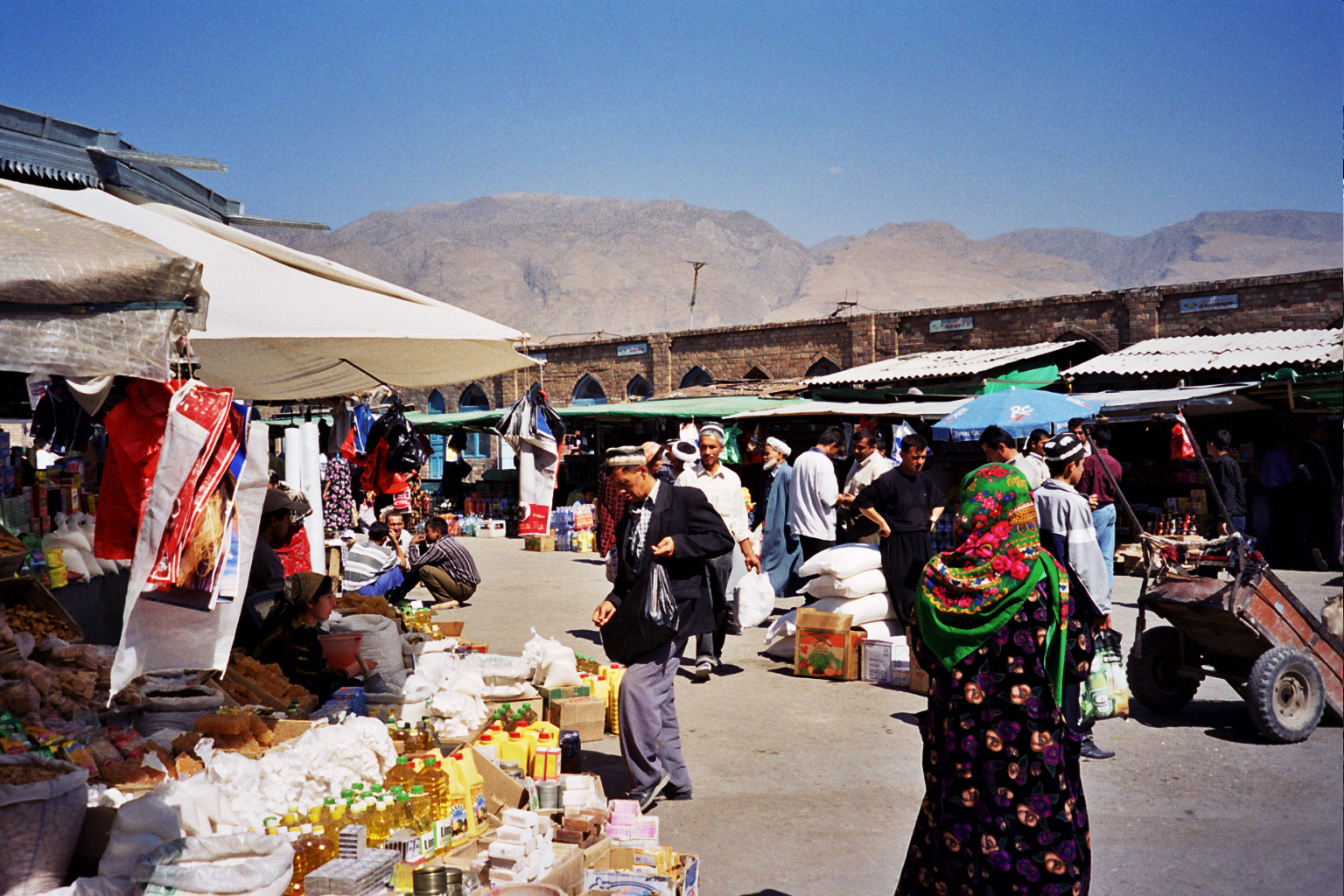
Markt im Stadtzentrum